# أسترا تايلور
أسترا تايلور (بالإنجليزية: Astra Taylor)‏ هي مخرجة أمريكية، ولدت في 29 سبتمبر 1979.

## وصلات خارجية
- الموقع الرسمي
- أسترا تايلور على موقع IMDb (الإنجليزية)
- أسترا تايلور على موقع ألو سيني (الفرنسية)
- أسترا تايلور على موقع ميوزك برينز (الإنجليزية)
- أسترا تايلور على موقع أول موفي (الإنجليزية)
- أسترا تايلور على موقع قاعدة بيانات الفيلم (الإنجليزية)
- أسترا تايلور على موقع كينوبويسك (الروسية)